# Nymphon nugax
Nymphon nugax är en havsspindelart som beskrevs av Stock, J.H. 1966. Nymphon nugax ingår i släktet Nymphon och familjen Nymphonidae. Inga underarter finns listade i Catalogue of Life.